# بين جونسون (لاعب هوكي الجليد)
بين جونسون (بالإنجليزية: Ben Johnson)‏ هو لاعب هوكي الجليد أمريكي، ولد في 7 يونيو 1994 في كالوميت في الولايات المتحدة.

## وصلات خارجية
- بين جونسون على موقع دوري الهوكي الوطني (الإنجليزية)
- بين جونسون على موقع EliteProspects.com (الإنجليزية)
- بين جونسون على موقع HockeyDB.com (الإنجليزية)